# هيروشي فوتامي
هيروشي فوتامي (باليابانية: 二見 宏志) (20 مارس 1992 في أوساكا في اليابان – )؛ هو لاعب كرة قدم ياباني سابق كان يلعب كمدافع.

## وصلات خارجية
- هيروشي فوتامي على موقع رابطة كرة القدم اليابانية للمحترفين (اليابانية)
- هيروشي فوتامي على موقع قاعدة بيانات كرة القدم.إي يو (الإنجليزية)
- هيروشي فوتامي على موقع Soccerway.com (الإنجليزية)
- هيروشي فوتامي على موقع عالم كرة القدم.نت (الإنجليزية)
- هيروشي فوتامي على موقع كووورة